# Klaus Rother (Geograph)
Klaus Rother (* 29. August 1932 in Chemnitz) ist ein deutscher Geograph und emeritierter Professor der Universität Passau.

## Leben
Klaus Rother wuchs in Hohenstein-Ernstthal (Sachsen) auf, besuchte die höheren Schulen in Chemnitz und Glauchau und studierte zunächst von 1952 bis 1953 Medizin in Leipzig. Nach seiner Flucht nach Westdeutschland 1953 belegte er 1954 an der Universität Tübingen die Fächer Geographie, Biologie und Chemie, absolvierte 1961 das Staatsexamen für das Höhere Lehramt und wurde als Schüler Herbert Wilhelmys 1962 zum Dr. rer. nat. promoviert. Nach Assistententätigkeit in Tübingen, Karlsruhe und Bonn bei Adolf Leidlmair habilitierte er sich 1970 im Fach Geographie an der Universität Bonn, war von 1974 bis 1982 ordentlicher Professor an der Universität Düsseldorf und bis 2000 an der Universität Passau.
Nach Forschungen in der Physischen Geographie wandte sich Klaus Rother der Kulturgeographie unter besonderer Berücksichtigung der Agrar-, Siedlungs- und Bevölkerungsgeographie zu. Er gilt als führender Kenner des Mittelmeerraums und der mediterranen Landschaften der Erde. Nach der Wiedervereinigung Deutschlands führte er landeskundliche Untersuchungen in Sachsen und Thüringen durch. Er war Mitherausgeber des Geographischen Seminars, Braunschweig, und von Europa Regional, Leipzig.
Rother ist seit 1963 verheiratet und hat zwei Söhne.

## Schriften (Auswahl)
- Über Blockbildungen im nördlichen Talschwarzwald. Dissertation, Universität Tübingen, 1962.
- Die Kulturlandschaft der tarentinischen Golfküste. Wandlungen unter dem Einfluß der italienischen Agrarreform (= Bonner Geographische Abhandlungen. H. 44). Dümmler, Bonn 1971.
- Gruppensiedlungen in Mittelchile. Erläutert am Beispiel der Provinz O'Higgins (= Düsseldorfer Geographische Schriften. Bd. 9). Geographisches Institut der Universität, Düsseldorf 1977.
- Die mediterranen Subtropen. Mittelmeerraum, Kalifornien, Mittelchile, Kapland, Südwest- und Südaustralien. Westermann, Braunschweig 1984.
- Der Mittelmeerraum. Ein geographischer Überblick. Teubner, Stuttgart 1993.
- Deutschland – die östliche Mitte. Westermann, Braunschweig 1997.
- mit Franz Tichy: Italien. Geographie, Geschichte, Wirtschaft, Politik. Wissenschaftliche Buchgesellschaft, Darmstadt 2000; 2. Auflage 2008.